# Большая Лекма (приток Лекмы)
Большая Лекма́ — река в России, протекает в Слободском районе Кировской области. Устье реки находится в 14 км по правому берегу реки Лекма. Длина реки составляет 26 км, площадь водосборного бассейна 147 км².
Исток реки северо-восточнее села Совье. Рядом находится исток реки Сорочихи (приток Медянки), здесь проходит водораздел Медянки и Летки. В верховьях течёт на восток, потом поворачивает на север и, наконец, на северо-запад. Всё течение проходит по ненаселённому лесному массиву. Притоки — Силина, Сорочиха (правые); Курачиха (левый).

## Данные водного реестра
По данным государственного водного реестра России относится к Камскому бассейновому округу, водохозяйственный участок реки — Вятка от истока до города Киров, без реки Чепца, речной подбассейн реки — Вятка. Речной бассейн реки — Кама.
По данным геоинформационной системы водохозяйственного районирования территории РФ, подготовленной Федеральным агентством водных ресурсов:
- Код водного объекта в государственном водном реестре — 10010300212111100031921
- Код по гидрологической изученности (ГИ) — 111103192
- Код бассейна — 10.01.03.002
- Номер тома по ГИ — 11
- Выпуск по ГИ — 1